# Kolisnîkî, Kobeleakî
Kolisnîkî (în ucraineană Колісники) este un sat în comuna Komendantivka din raionul Kobeleakî, regiunea Poltava, Ucraina.

## Demografie
Componența lingvistică a localității Kolisnîkî
     Ucraineană (96,43%)
     Rusă (2,68%)
Conform recensământului din 2001, majoritatea populației localității Kolisnîkî era vorbitoare de ucraineană (96,43%), existând în minoritate și vorbitori de rusă (2,68%).